# Strada nazionale 6 (Regno d'Italia)
La strada nazionale 6 era una strada nazionale del Regno d'Italia, che congiungeva Trieste al Regno dei Serbi, Croati e Sloveni presso Fiume.
Venne istituita nel 1923 con il percorso "Dall'Adriatica superiore n. 4 a Sud di Trieste, per Obrov - Mattuglie - Confine verso Fiume.".
Nel 1928, in seguito all'istituzione dell'Azienda Autonoma Statale della Strada (AASS) e alla contemporanea ridefinizione della rete stradale nazionale, il suo tracciato divenne parte della strada statale 14 della Venezia Giulia.